# Traunsteinera
Traunsteinera é um género botânico pertencente à família das orquídeas (Orchidaceae).

## Espécies
1. Traunsteinera globosa (L.) Rchb., Fl. Saxon.: 87 (1842).
2. Traunsteinera sphaerica (M.Bieb.) Schltr., Repert. Spec. Nov. Regni Veg. Sonderbeih. A 1: 227 (1928).